# Kunst im öffentlichen Raum in Eslohe (Sauerland)
Kunst im öffentlichen Raum in Eslohe umfasst öffentlich zugängliche Plastiken, Skulpturen, Brunnen, Wandmalereien, Mosaike und Graffiti im Gebiet der Gemeinde Eslohe (Sauerland) im Hochsauerlandkreis. Die nachstehende Liste von Kunstwerken im öffentlichen Raum ist nicht vollständig. Sie wird kontinuierlich ergänzt.

## Liste
| Bild | Titel/Bezeichnung      | Standort                     | Künstler | Entstehung | Anmerkungen |
| ---- | ---------------------- | ---------------------------- | -------- | ---------- | --- |
|      | Brunnen                | Hauptstraße Lage             |          |            | |
|      | Nepomukstatue          | Papestraße, Esselbrücke Lage |          |            | Die Statue des Brückenheiligen Johannes Nepomuk steht unter Denkmalschutz.                                                                                                |
|      | Eberhard-Koenig-Statue | Homertstraße 27 Lage         |          |            | Die Bronzestatue vor dem DampfLandLeute-Museum Eslohe stellt den Fabrikanten Eberhard Koenig dar, der eine umfangreiche Sammlung von Dampfmaschinen und Motoren aufbaute. |
|      | Pampel                 | Papestraße                   |          | 1990       | Die Bronzestatue stellt den Malergesellen und Fleischbeschauer Wilhelm Jungbluth (1897–1960) dar. Das Esloher Original war als „Pampel“ bekannt.                          |